# Кременецький ботанічний сад
Кремене́цький ботані́чний сад — пам'ятка садово-паркового мистецтва, науково-дослідна установа, ботанічний сад загальнодержавного значення в Україні. Розташований у Тернопільській області, в місті Кременець, за адресою: вул. Ботанічна, 5. 
Площа 200 га. Постановою Ради Міністрів України від 17 березня 1990 року Ч. 37 та постановою Кабінету Міністрів України від 12 жовтня 1992 року Ч. 584 Кременецький ботанічний сад оголошено об'єктом природно-заповідного фонду загальнодержавного значення, мета якого — збереження, вивчення, інтродукція, акліматизація та ефективне господарське використання рідкісних і типових видів флори.

## Історія
Закладений у 1754 році як аптечний сад Єзуїтського колегіуму. З 1805 року — ботанічний сад Волинської гімназії. Перший директор — Франтішек Шейдт. Ідея розвитку ботанічного саду була запропонована директором Вищої Волинської гімназії Тадеушем Чацьковим. У 1806 році частково перепланований ірландським садівником Діонісієм Міклером (Макклер). На 4,5 га зростало 460 видів місцевих рослин та 760 завезених з різних місць.Одними з спонсорів науково-дослідної бази були деякі деякі представники з царської родини та уряду Російської імперії, які спонсорували закупку колекційних рослин. 
Від 1809 року завдяки директору саду професору Вілібальду Бессеру чисельність дерев та кущів зросла до 12 тисяч. Серед них значну частину складали рідкісні й дуже рідкісні.У 1811 році видрукували каталог рослин саду, серед яких рідкісні: каштан їстівний, сосна канадська, азалія понтійська, араукарія, бук червонолистий, гінкго дволопатеве, шовковиця біла, інжир, ясен білоцвітий, тюльпанове дерево. 
У 1832 році ботанічний сад було закрито, а протягом 1832—1834 рр. найцінніші породи перевезено до Києва в сад університету святого Володимира (нині ботанічний сад імені академіка Олександра Фоміна). 

## Галерея

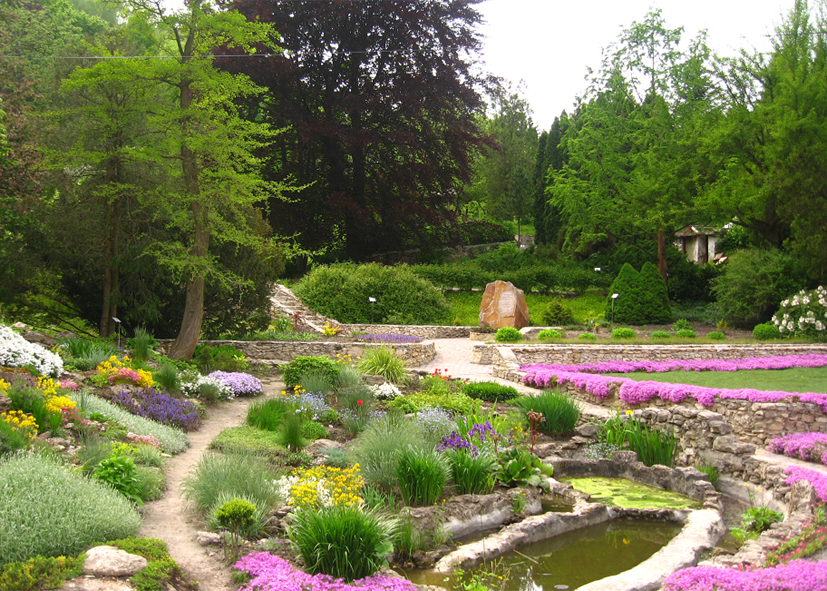
Загальний вигляд ботанічного саду
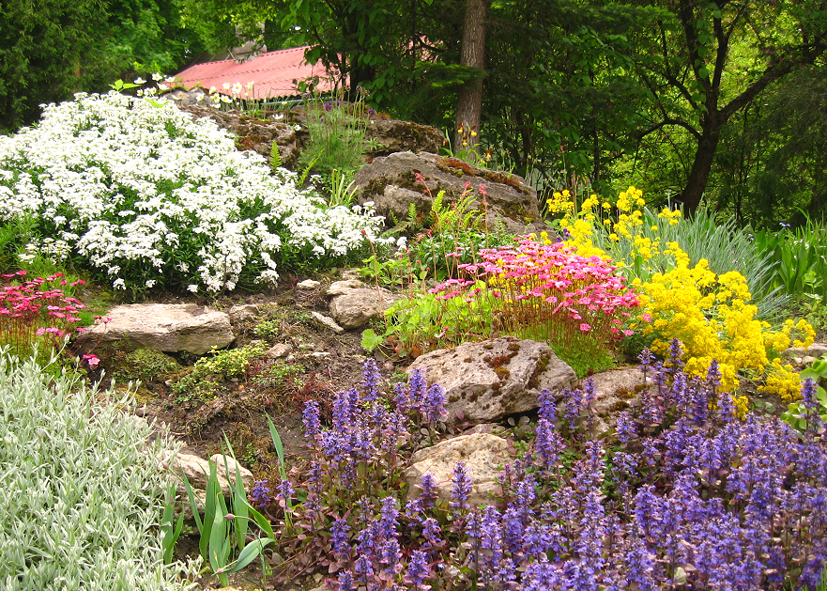
Альпійська гірка
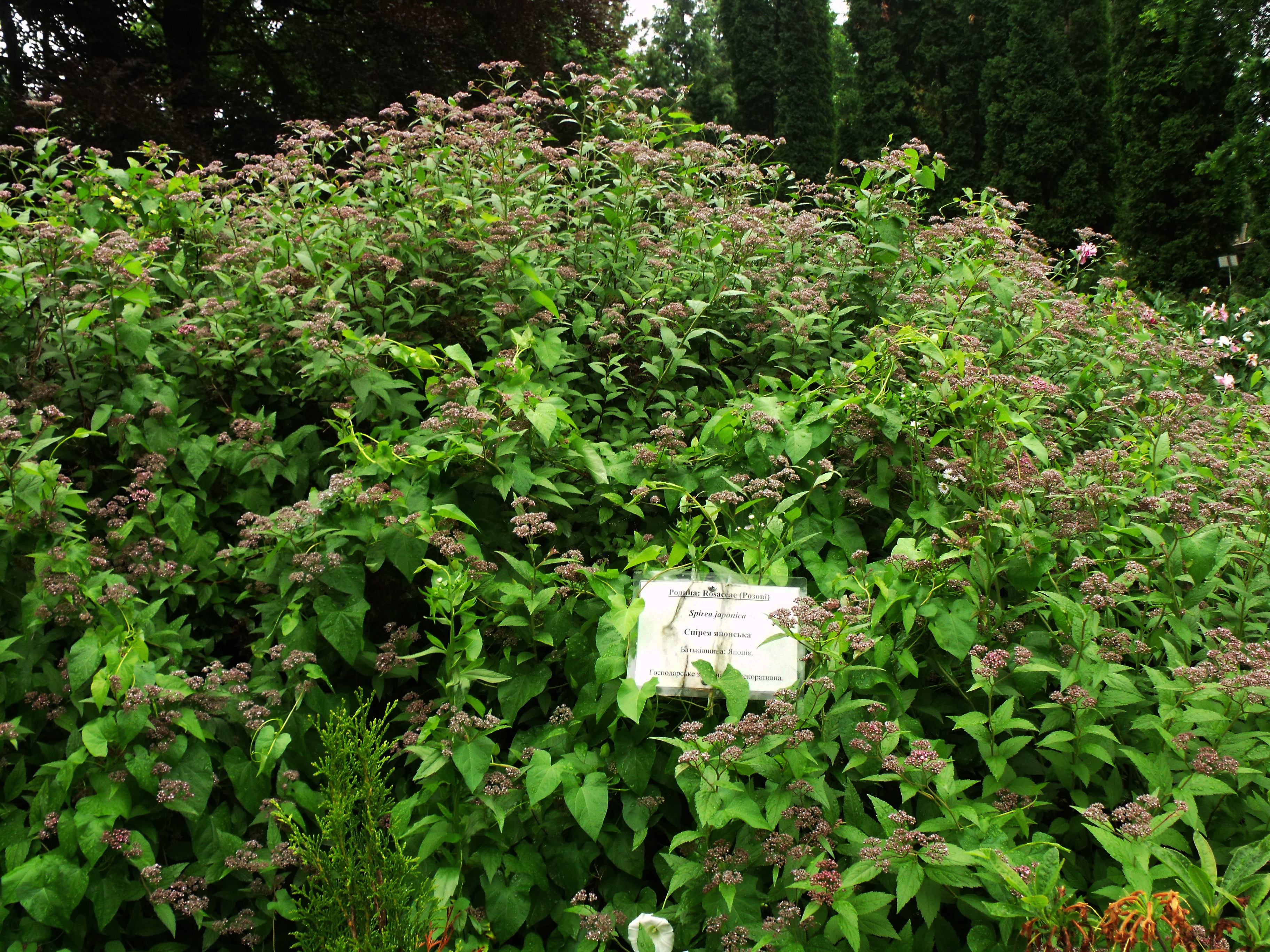
Спірея японська (Spirea japonica)
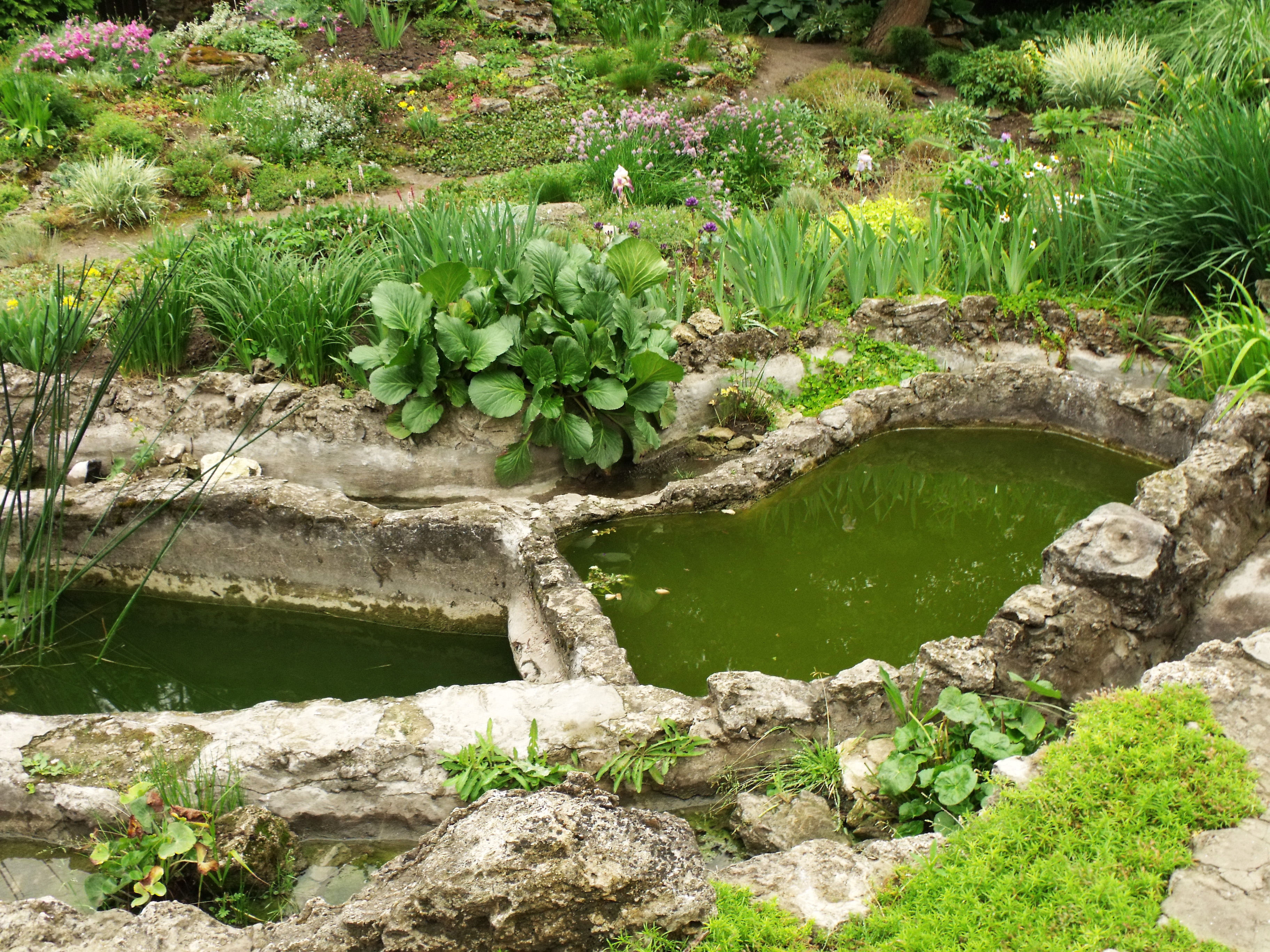
Маленька водойма
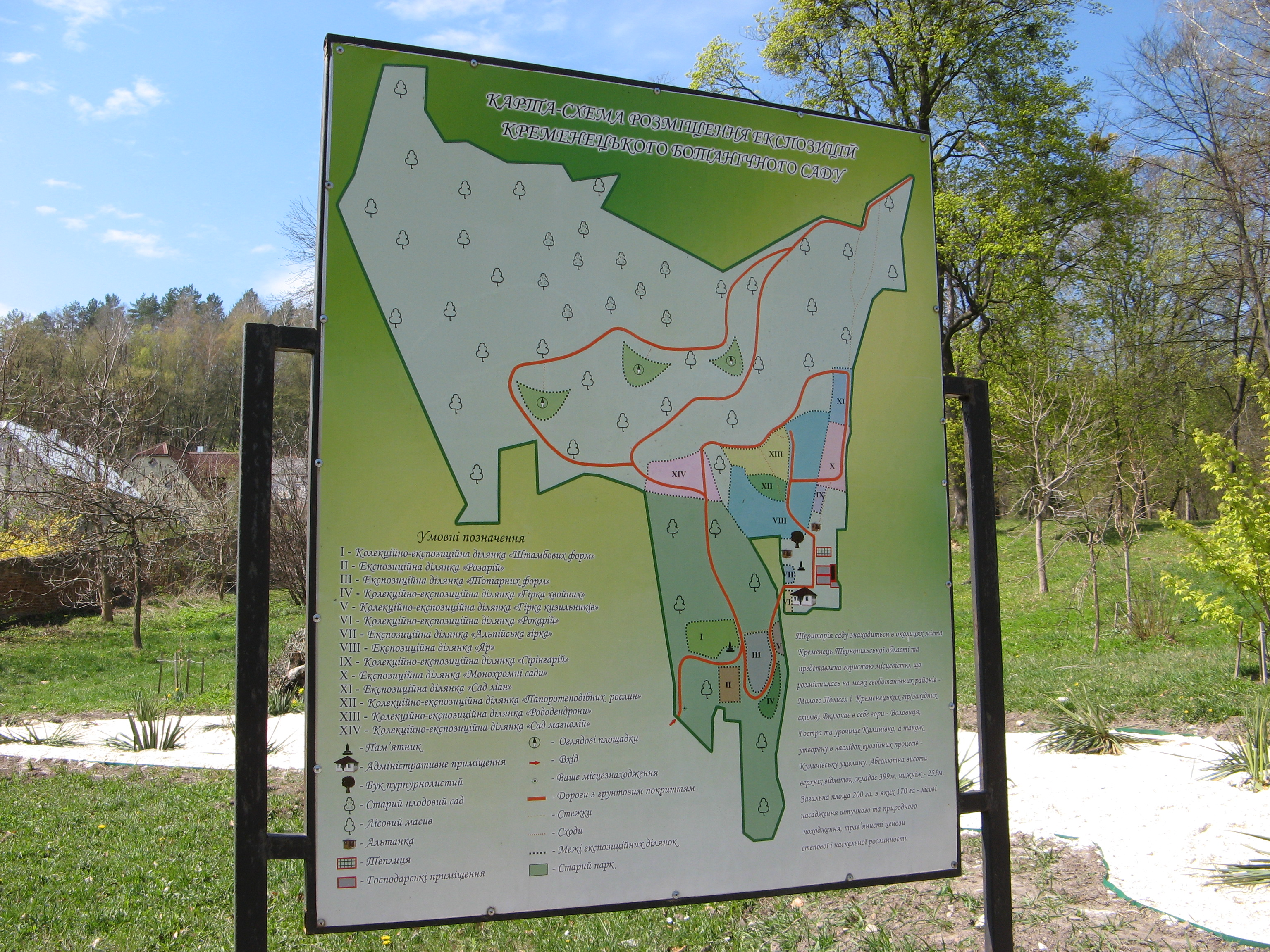
Карта-схема парку
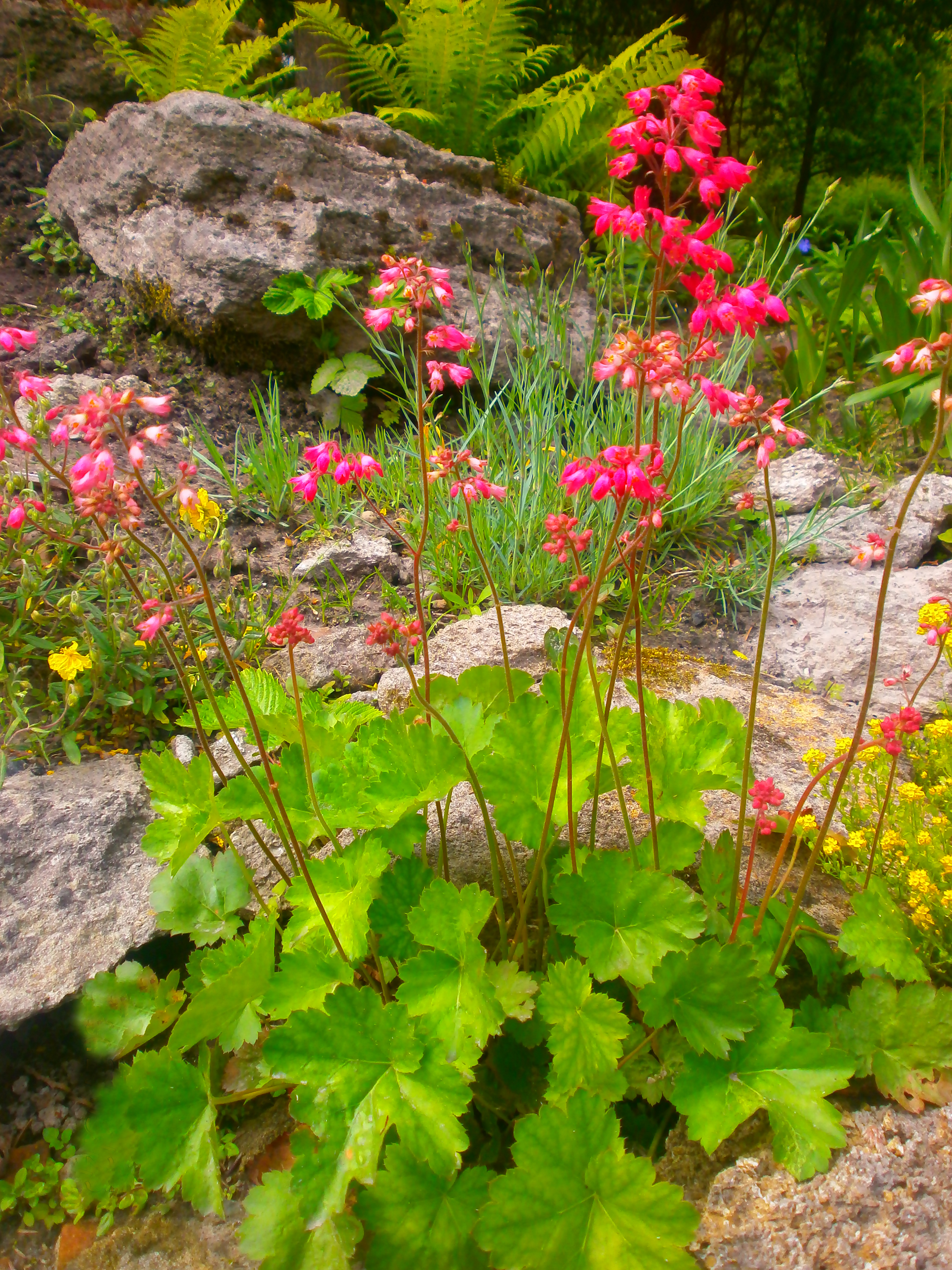
Квіти
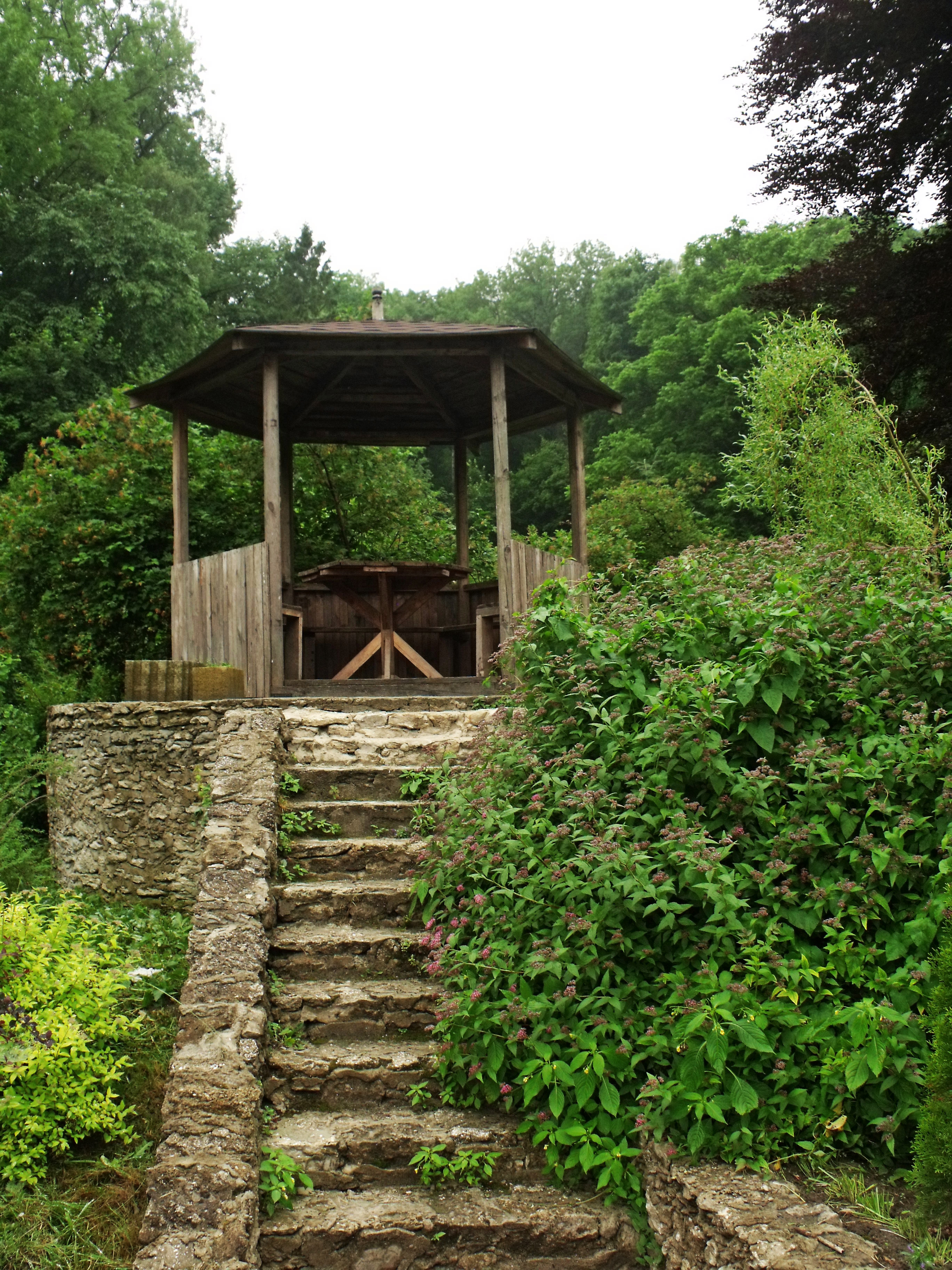
Альтанка
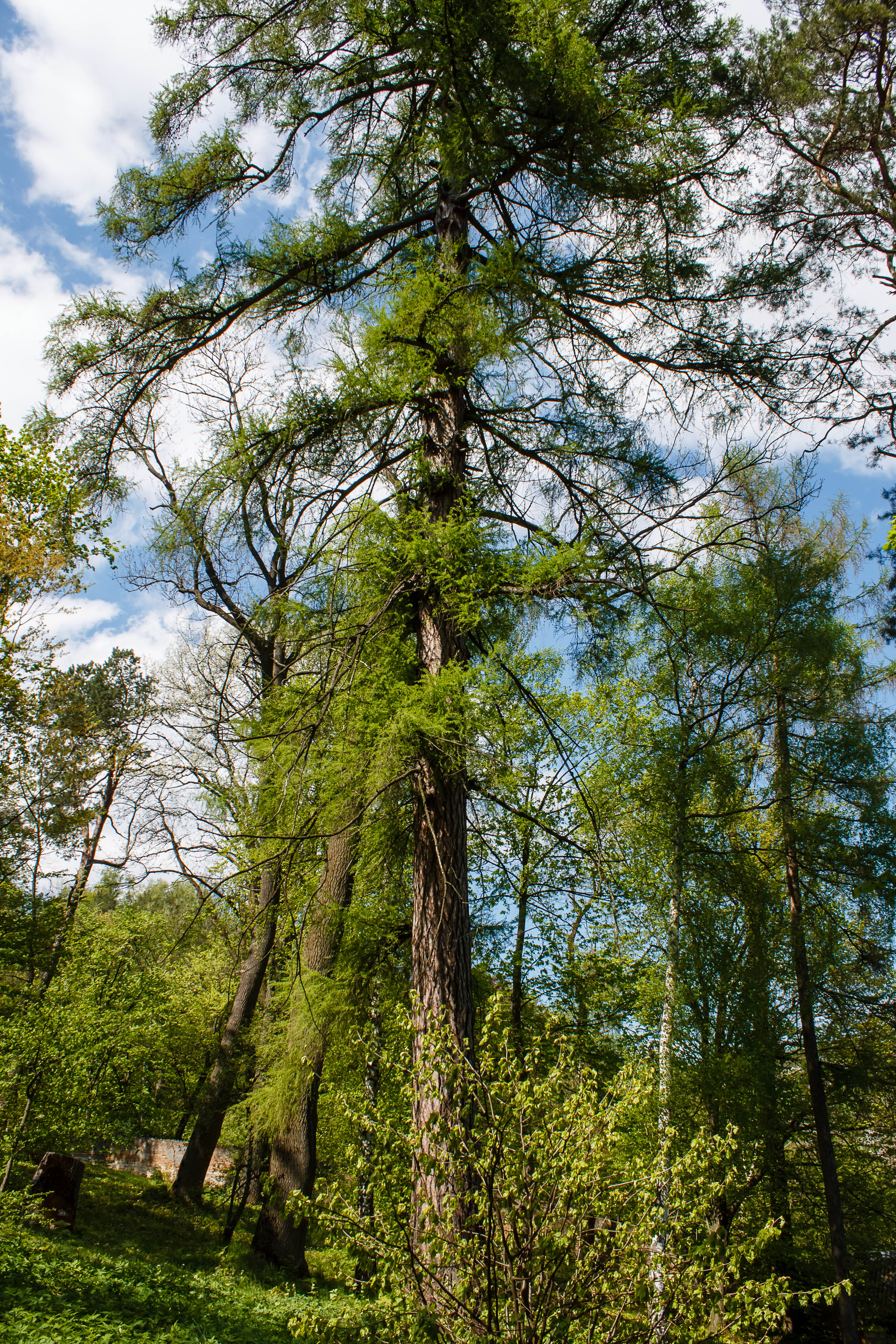
В саду навесні
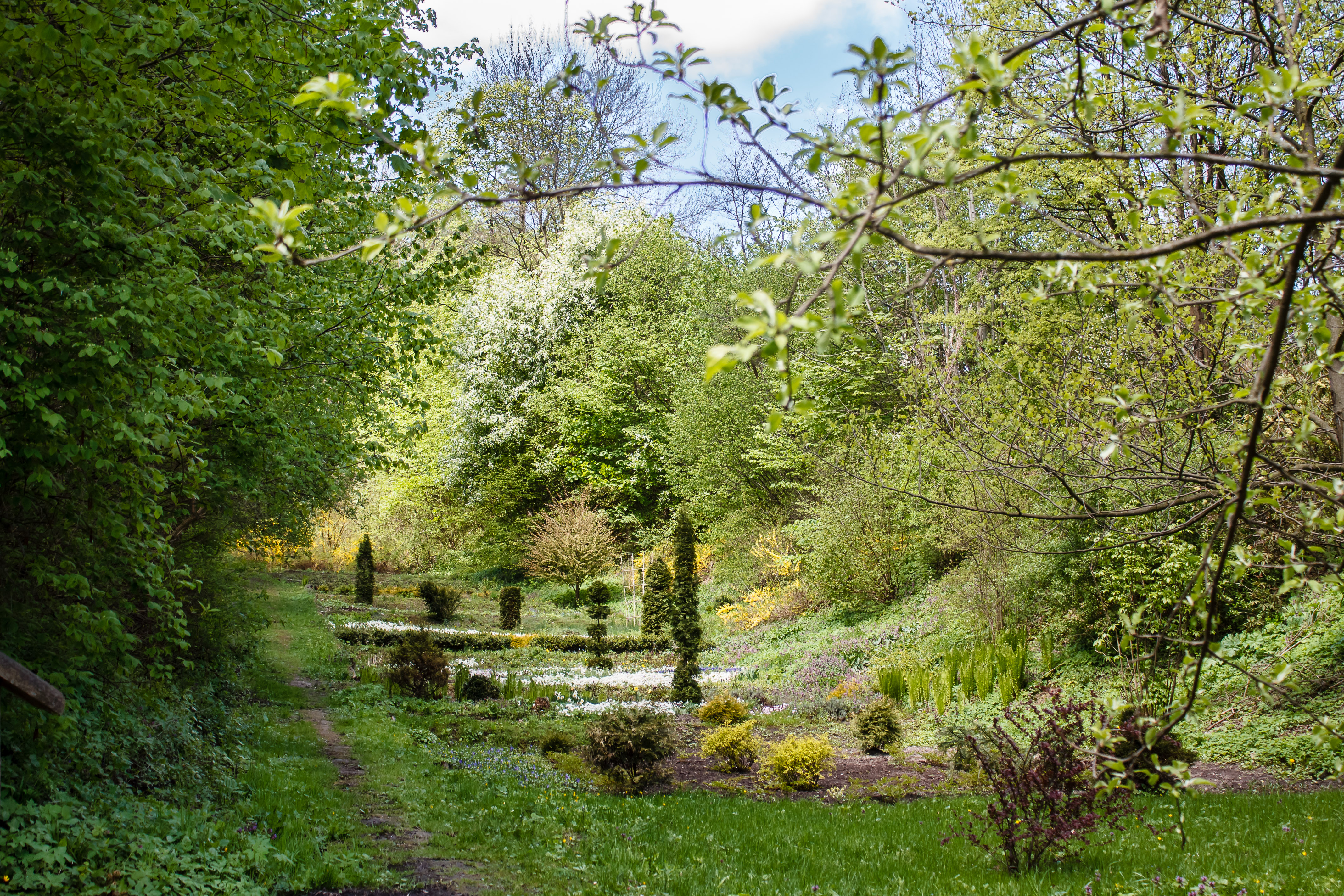
Експозиційна ділянка «Яр»
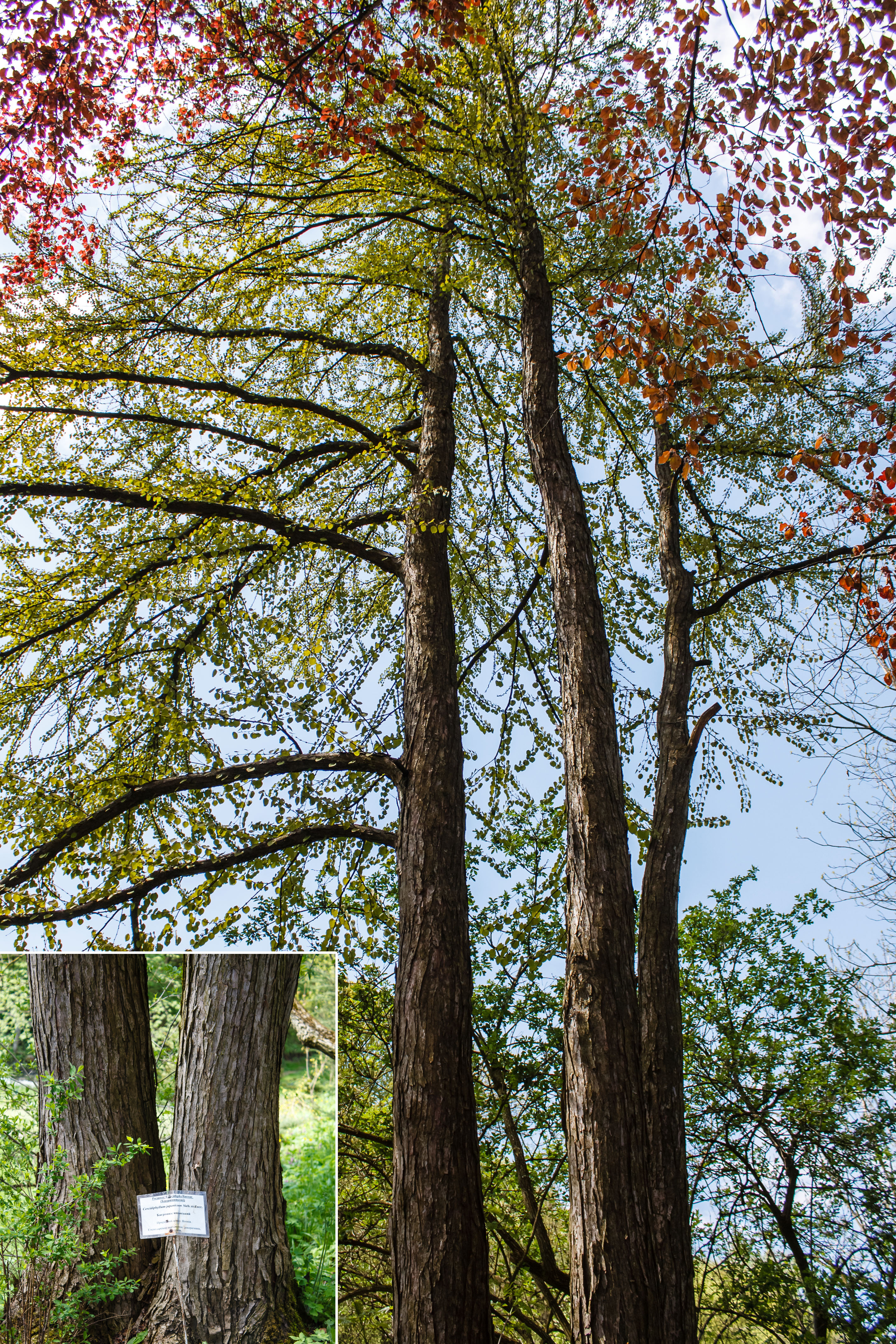
Багряник японський
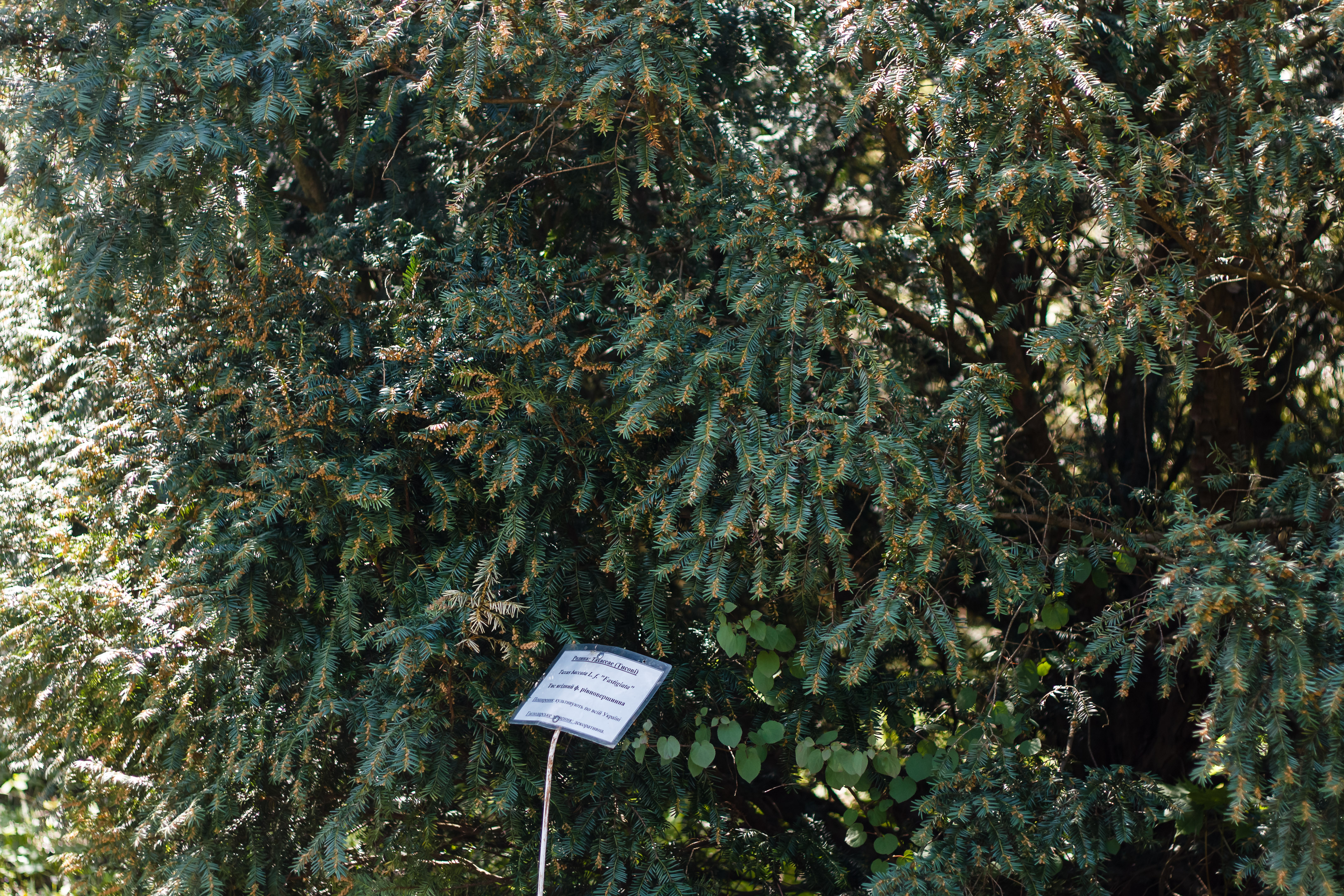
Тис ягідний